# Исон, Тари
Тари Джордан Исон (англ. Tari Jordan Eason; род. 10 мая 2001, Портсмут, Виргиния) — американский профессиональный баскетболист клуба НБА «Хьюстон Рокетс».

## Карьера в школе
Исон начал свою карьеру в старшей школе Гарфилд в Сиэтле, штат Вашингтон, под руководством главного тренера Брэндона Роя, и играл нечасто в течение первых двух лет. На третий год обучения он перевёлся в среднюю школу Федерал-Уэй в Федерал-Уэй, штат Вашингтон, где играл вместе с Джейденом Макдэниелсом. Исон вернулся в Гарфилд на последний год обучения, когда Рой вернулся после годичного перерыва. Он привёл свою команду к титулу чемпиона штата 3A, набрав 21 очко и 14 подборов против Паоло Банчеро и старшей школы О’Ди в финале, и получил титул MVP турнира. Исон в среднем набирал 23 очка, 8 подборов и 3 перехвата за игру и был назван игроком года класса 3A. Он был четырёхзвездным новобранцем, который решил играть в студенческий баскетбол за «Цинциннати», отклонив предложения от «Колорадо» и УСК.

## Карьера в колледже
26 февраля 2021 года Исон набрал рекордные для новичка 20 очков, 13 подборов и 3 блок-шота в победной игре против Тулейна (91:71). Будучи новичком в «Цинциннати», он в среднем набирал 7,3 очка, 5,9 подбора, 1,3 блок-шота и 1,2 перехвата за игру, получив награду Новичка года конференции AAC. На второй год обучения Исон перешёл в ЛСЮ. Он был включен в первую сборную конференции SEC, а также стал Лучшим шестым игроком года конференции. Исон в среднем набирал 16,9 очков, 6,6 подбора и 1,9 перехвата за игру. 25 марта 2022 года он подал заявку на драфт НБА 2022 года, отказавшись от оставшегося права на поступление в колледж.

## Карьера в НБА

### «Хьюстон Рокетс» (2022—настоящее время)
Исон был выбран под общим 17-м номером командой «Хьюстон Рокетс» на драфте НБА 2022 года. Исон присоединился к составу «Рокетс» в Летней лиге НБА 2022 года. В своём дебютном матче Летней лиги Исон набрал 14 очков и 13 подборов в победной игре против «Орландо Мэджик» (91:77). 18 июля 2022 года он был включён в первую сборную Летней лиги НБА, набирая в среднем 17,2 очка при 44,7 процентах реализованных бросков с игры, а также 1,8 перехвата и 1 блок-шота. 2 октября Исон дебютировал в предсезонке, набрав 21 очко со скамейки запасных, а также сделав 9 подборов, 3 результативные передачи, 3 перехвата и 1 блок-шот в победной игре против «Сан-Антонио Спёрс» (134:96). 19 октября 2022 года он дебютировал в НБА, набрав 8 очков и сделав 7 подборов в проигрышной игре против «Атланта Хокс» (107:117).
1 февраля 2023 года Исон набрал рекордные в карьере 20 очков, 13 подборов (12 из них — в нападении) и 3 перехвата всего за 19 минут победной игры против «Оклахома-Сити Тандер» (112:106).

## Личная жизнь
У Исона трое сиблинга Во время учебы в ЛСЮ он специализировался на продвинутой статистике.

## Статистика

### Статистика в НБА
| Сезон                                                                                    | Команда | Регулярный сезон | Регулярный сезон | Регулярный сезон | Регулярный сезон | Регулярный сезон | Регулярный сезон | Регулярный сезон | Регулярный сезон | Регулярный сезон | Регулярный сезон | Регулярный сезон | Серия плей-офф | Серия плей-офф | Серия плей-офф | Серия плей-офф | Серия плей-офф | Серия плей-офф | Серия плей-офф | Серия плей-офф | Серия плей-офф | Серия плей-офф | Серия плей-офф |
| Сезон                                                                                    | Команда | GP               | GS               | MPG              | FG%              | 3P%              | FT%              | RPG              | APG              | SPG              | BPG              | PPG              | GP             | GS             | MPG            | FG%            | 3P%            | FT%            | RPG            | APG            | SPG            | BPG            | PPG            |
| ---------------------------------------------------------------------------------------- | ------- | ---------------- | ---------------- | ---------------- | ---------------- | ---------------- | ---------------- | ---------------- | ---------------- | ---------------- | ---------------- | ---------------- | -------------- | -------------- | -------------- | -------------- | -------------- | -------------- | -------------- | -------------- | -------------- | -------------- | -------------- |
| 2022/23                                                                                  | Хьюстон | 82               | 5                | 21,6             | 44,8             | 34,3             | 75,2             | 6,0              | 1,1              | 1,2              | 0,6              | 9,3              | Не участвовал  | Не участвовал  | Не участвовал  | Не участвовал  | Не участвовал  | Не участвовал  | Не участвовал  | Не участвовал  | Не участвовал  | Не участвовал  | Не участвовал  |
| 2023/24                                                                                  | Хьюстон | 22               | 0                | 21,8             | 46,6             | 36,0             | 63,6             | 7,0              | 1,2              | 1,4              | 0,9              | 9,8              | Не участвовал  | Не участвовал  | Не участвовал  | Не участвовал  | Не участвовал  | Не участвовал  | Не участвовал  | Не участвовал  | Не участвовал  | Не участвовал  | Не участвовал  |
| 2024/25                                                                                  | Хьюстон | 56               | 16               | 25,0             | 48,9             | 34,6             | 76,7             | 6,3              | 1,2              | 1,7              | 0,9              | 12,1             | 7              | 0              | 18,9           | 47,7           | 36,8           | 50,0           | 4,3            | 0,7            | 1,1            | 1,0            | 7,6            |
|                                                                                          | Всего   | 160              | 21               | 22,8             | 46,7             | 34,7             | 74,4             | 6,2              | 1,2              | 1,4              | 0,7              | 10,3             | 7              | 0              | 18,9           | 47,7           | 36,8           | 50,0           | 4,3            | 0,7            | 1,1            | 1,0            | 7,6            |
| Наведите курсор мыши на аббревиатуры в заголовке таблицы, чтобы прочесть их расшифровку. |         |                  |                  |                  |                  |                  |                  |                  |                  |                  |                  |                  |                |                |                |                |                |                |                |                |                |                |                |

### Статистика в NCAA
| Сезон | Команда    | Conf  | Class | GP | GS | MPG  | FG%  | 3P%  | FT%  | RPG | APG | SPG | BPG | PPG  |
| --- | ---------- | ----- | ----- | -- | -- | ---- | ---- | ---- | ---- | --- | --- | --- | --- | ---- |
| 2020/21 | Цинциннати | AAC   | FR    | 23 | 8  | 19,6 | 46,2 | 24,1 | 57,4 | 5,9 | 1,3 | 1,2 | 1,3 | 7,3  |
| 2021/22 | ЛСЮ        | SEC   | SO    | 33 | 4  | 24,4 | 52,1 | 35,9 | 80,3 | 6,6 | 1,0 | 1,9 | 1,1 | 16,9 |
| Всего | Всего      | Всего | Всего | 56 | 12 | 22,4 | 50,4 | 32,7 | 75,7 | 6,3 | 1,1 | 1,6 | 1,2 | 13,0 |
| Наведите курсор мыши на аббревиатуры в заголовке таблицы, чтобы прочесть их расшифровку Статистика приведена с сайта sports-reference.com |            |       |       |    |    |      |      |      |      |     |     |     |     |      |